# Cravagliana
Cravagliana là một đô thị ở tỉnh Vercelli trong vùng Piedmont thuộc Ý, có cự ly khoảng 100 km về phía đông bắc của Torino và khoảng 60 km về phía tây bắc của Vercelli. Tại thời điểm ngày 31 tháng 12 năm 2004, đô thị này có dân số 273 người và diện tích là 34,5 km².
Cravagliana giáp các đô thị: Balmuccia, Cervatto, Fobello, Rimella, Rossa, Sabbia, Valstrona, Varallo Sesia, và Vocca.